# 정선아 (배구인)
정선아는 대한민국의 배구 선수이다. 2016-17 V리그 1라운드 1순위(경북 김천 하이패스)로 프로에 입단하였다.